# Liste der Bodendenkmäler in Witten
In der Liste der Bodendenkmäler in Witten sind Bodendenkmäler der nordrhein-westfälischen Stadt Witten aufgeführt (Stand 30. November 2016).

## Bodendenkmäler
| Bild                                       | Bezeichnung                                                         | Lage                                              | Beschreibung | Bauzeit      | Eingetragen seit  | Denkmal- nummer |
| ------------------------------------------ | ------------------------------------------------------------------- | ------------------------------------------------- | --- | ------------ | ----------------- | --------------- |
| ehemaliges Haus Rüdinghausen               | ehemaliges Haus Rüdinghausen                                        | Rüdinghausen Kreisstraße 56 Karte                 | |              | 6. November 1983  | 1               |
|                                            | Transportweg zum Hardensteiner Tal                                  | Herbede Hardensteiner Weg                         | |              | 27. Januar 1986   | 2               |
| Flöz Finefrau oberhalb des Maximusstollens | Flöz Finefrau oberhalb des Maximusstollens                          | Bommern Muttentalstraße                           | |              | 27. Januar 1986   | 3               |
| Halde Zeche Juno                           | Halde Zeche Juno                                                    | Bommern Muttentalstraße Karte                     | Informationstafel des Bergbauwanderwegs Muttental vor Ort |              | 27. Januar 1986   | 4               |
| Maximusstollen                             | Maximusstollen                                                      | Bommern Muttentalstraße Karte                     | Informationstafel des Bergbauwanderwegs Muttental vor Ort |              | 27. Januar 1986   | 5               |
| weitere Bilder                             | Stollen Stettin                                                     | Bommern Muttentalstraße Karte                     | Informationstafel des Bergbauwanderwegs Muttental vor Ort |              | 27. Januar 1986   | 6               |
|                                            | Hakenschlag Flöz Finefrau                                           | Bommern Rauendahlstraße                           | |              | 27. Januar 1986   | 7               |
| weitere Bilder                             | Steinbruch Muttental                                                | Bommern Muttentalstraße Karte                     | Informationstafel des Bergbauwanderwegs Muttental vor Ort; auch Naturdenkmal Nr. 2.3.20 |              | 25. November 1986 | 8               |
| weitere Bilder                             | Trasse der Muttentalbahn                                            | Bommern Muttentalstraße Karte                     | Informationstafel des Bergbauwanderwegs Muttental vor Ort | 1829         | 25. November 1986 | 9               |
| weitere Bilder                             | Stollen Jupiter – Kohlenverladestelle                               | Bommern Muttentalstraße Karte                     | Informationstafel des Bergbauwanderwegs Muttental vor Ort; siehe auch Baudenkmal Nr. 142 |              | 25. November 1986 | 10              |
| weitere Bilder                             | Stollen Jupiter – Fortuna ins Osten                                 | Bommern Muttentalstraße Karte                     | Informationstafel des Bergbauwanderwegs Muttental vor Ort | 1742         | 25. November 1986 | 11              |
| weitere Bilder                             | Pingen                                                              | Herbede Rauendahlstraße Karte                     | auch Station 40 des Bergbauwanderwegs Muttental |              | 25. November 1986 | 12              |
| weitere Bilder                             | Stollen Frielinghaus                                                | Herbede Hardensteiner Weg Karte                   | Informationstafel des Bergbauwanderwegs Muttental vor Ort | 1771         | 25. November 1986 | 13              |
| Schacht Orion                              | Schacht Orion                                                       | Herbede Hardensteiner Weg Karte                   | Informationstafel des Bergbauwanderwegs Muttental vor Ort |              | 25. November 1986 | 14              |
| weitere Bilder                             | Stollen Reiger                                                      | Herbede Hardensteiner Weg Karte                   | Informationstafel des Bergbauwanderwegs Muttental vor Ort |              | 25. November 1986 | 15              |
| Nachkriegsstollen                          | Nachkriegsstollen                                                   | Herbede Hardensteiner Weg Karte                   | Informationstafel des Bergbauwanderwegs Muttental vor Ort |              | 25. November 1986 | 16              |
|                                            | Stollen Widerlage                                                   | Herbede Hardensteiner Weg                         | |              | 25. November 1986 | 17              |
| Halde Zeche Hermann                        | Halde Zeche Hermann                                                 | Bommern Muttentalstraße Karte                     | Informationstafel des Bergbauwanderwegs Muttental vor Ort |              | 23. März 1987     | 18              |
| weitere Bilder                             | Kohlenniederlage der Zeche Nachtigall                               | Bommern Nachtigallstraße Karte                    | |              | 25. März 1987     | 19              |
| BW                                         | Schacht Constanz (Zeche Herberholz)                                 | Bommern Muttentalstraße Karte                     | Informationstafel des Bergbauwanderwegs Muttental vor Ort |              | 8. Juli 1987      | 20              |
| BW                                         | Stollen der ehemaligen Zeche Borbachtal mit geologischem Aufschluss | Annen Große Borbach 19 Karte                      | |              | 21. Juli 1988     | 21              |
| weitere Bilder                             | KZ-Außenlager                                                       | Annen Immermannstraße Karte                       | | 1944         | 18. August 1992   | 22              |
| weitere Bilder                             | Stollen Zeche Timmerbeil                                            | Mitte Wetterstraße Karte                          | Informationstafel vor Ort | 1820er Jahre | 23. August 1999   | 23              |
| weitere Bilder                             | Franziska-Erbstollen                                                | Mitte Am Mühlengraben (Nähe Haus Nr. 3) Karte     | |              | 29. August 2011   | 24              |
|                                            | Steinbruch mit Flöz                                                 | Herbede Waldweg (unterhalb Wetterschornstein)     | |              | 29. August 2011   | 25              |
| BW                                         | Steinbruch mit Flöz                                                 | Herbede Im Hammertal (Nähe Haus Nr. 99a) Karte    | |              | 29. August 2011   | 26              |
| Steinbruch mit Flöz                        | Steinbruch mit Flöz                                                 | Heven Herbeder Straße (Nähe Haus Nr. 148) Karte   | |              | 29. August 2011   | 27              |
| Stollen Braunschweig Südflügel             | Stollen Braunschweig Südflügel                                      | Bommern Nachtigallstraße (Nähe Haus Nr. 29) Karte | |              | 29. August 2011   | 28              |
| weitere Bilder                             | Pingenfeld Zeche Carthäuserloch                                     | Herbede Hardensteiner Weg Karte                   | Informationstafel des Bergbauwanderwegs Muttental vor Ort |              | 29. August 2011   | 29              |
| BW                                         | Bahntrasse Zeche Orion                                              | Herbede Hardensteiner Weg Karte                   | |              | 29. August 2011   | 30              |
| weitere Bilder                             | Burgruine Hardenstein Bodendenkmal                                  | Herbede Hardensteiner Weg Karte                   | Informationstafel vor Ort; siehe auch Baudenkmal Nr. 5 |              | 29. August 2011   | 31              |
| weitere Bilder                             | Schloss Steinhausen Bodendenkmal                                    | Bommern Auf Steinhausen 28/30 Karte               | siehe auch Baudenkmal Nr. 230 |              | 29. August 2011   | 32              |
| weitere Bilder                             | Steinbruch Rauen                                                    | Annen Wetterstraße Karte                          | ca. 180 m breite und bis 30 m hohe obere Nordostwand eines Steinbruches auf dem Nordflügel des Kirchhörder Sattels, einem Spezialsattel auf dem Südflügel der Wittener Hauptmulde; auch Naturdenkmal Nr. 2.3.31 |              | 20. Mai 2015      | 33              |